# Mark González
Mark Dennis González Hoffmann (Durban, 10 luglio 1984) è un ex calciatore cileno, di ruolo centrocampista.

## Carriera
Nato in Sudafrica, ha preso parte con la Nazionale cilena alla Copa América svoltasi in Venezuela nel 2007. 
Nel 2015 fa parte della lista dei 30 pre-selezionati per la Copa América 2015, ma viene successivamente scartato.
Il 5 gennaio 2016 passa ai brasiliani dello Sport Recife.

### Nazionale
Viene convocato per la Copa América Centenario negli Stati Uniti, in sostituzione dell'infortunato Matías Fernández.

## Palmarès

### Club

#### Competizioni nazionali
- Community Shield: 1

Liverpool: 2006
- Coppa di Russia: 2

CSKA Mosca: 2010-2011, 2012-2013
- Campionato russo: 1

CSKA Mosca: 2012-2013
- Supercoppa di Russia: 1

CSKA Mosca: 2013

### Nazionale
- Coppa America: 1

USA 2016